# متحف واحة القرآن الكريم
متحف واحة القرآن الكريم في المدينة المنورة هو متحف تاريخي ومركز ثقافي تعليمي للقرآن بأحدث التقنيات.
يضم المتحف صالة العرض والدخول الرئيسية التي تمثل “طريقاً زمنياً” إلى جانب فراغات عرض ومناطق تعليم ومركز مؤتمرات ومعارض مكتبة ومركز أبحاث وحدائق مفتوحة عديدة. كذلك توجد فعاليات إضافية تضم إدارة ومطاعم ومناطق تسوق وخدمات ومواقف سيارات.

## عناصر المتحف
- قاعات العرض
- القسم التعليمي ( للرجال والنساء )
- مكتبة القرآن الكريم
- مركز المؤتمرات والمعارض
- مركز بحوث ودراسات القرآن الكريم ، ويشمل : قسم البحوث والمخطوطات والوثائق – قسم الخدمات * اللازمة للباحثين والموظفين
- إدارة واحة القرآن الكريم
- الساحات العامة والحدائق
- منطقة المحلات والخدمات
- الخدمات المساندة
- مواقف السيارات

## رؤية المتحف
أن تكون (واحة القرآن الكريم) أهم مركز ثقافي في العالم متخصص في البرامج والفعاليات المرتبطة بالقرآن الكريم وعلومه، وعلامة بارزة تعرف أبناء هذه البلاد وزوارها بتاريخ القرآن الكريم. وأن يكون من بين المباني عالية التميز في الأعمال التفاعلية على مستوي العالم، وأن تستخدم فيها آخر ما وصلت إليه تقنيات الاتصال والتعليم التثقيفي والمتاحف المتخصصة.
أهداف المشروع: إنشاء مجمع متعدد التخصصات والنشاطات الثقافية والتعليمية والعلمية والترفيهية. وأن يكون معلما حضاريا وثقافيا بارزا على خريطة العالم الإسلامي يعكس الأهمية الكبيرة للمكانة المرموقة التي تحتلها المدينة المنورة في العالم الإسلامي ومدن العالم أجمع بشكل عام وما يميزها من قدسية وخصائص محددة. وأن يكون معلماً عالميا وثقافيا ودعويا ومركزا إسلاميًا مهمًا. أن يكون واجهة حضارية مشرقة تعكس تاريخ وعراقة الدين الإسلامي وتاريخ الحضارة الإسلامية مؤكدة على الأهمية الكبرى للقرآن الكريم وموقعه في مدينة النبي المصطفى صلى الله عليه وسلم.و تسليط الضوء على دور القرآن الكريم في نشر الرسالة الإلهية للإسلام ونشر العلم والمعرفة للإنسانية جمعاء. عرض ما يتعلق بتاريخ ومراحل القرآن الكريم والأحكام والإعجاز والقصص، وأيضاً العلوم والمعارف المتصلة بالقرآن الكريم سواء كانت مما تخدم القرآن الكريم في فهم قضاياه وأحكامه ومفرداته.و مساهمة المشروع في استعادة الدور الثقافي للمدينة المنورة في كونها عاصمة للعلم والمعرفة والثقافة الإسلامية. من خلال تصميم هذا المشروع تأمل (هيئة تطوير المدينة المنورة) أن تشمل واحة القرآن الكريم على جميع المرافق متعددة الأغراض والعناصر الثقافية المختلفة والتقنيات الحديثة مما يجعلها “واحة” ذات قيمة عالية ومنفعة غالية للحضارة والثقافة ووجهة تربوية وثقافية وترفيهية تاريخية لسكان المدينة المنورة وزوارها.